# Cornago (La Rioja)
Cornago ist ein Ort und eine zur bevölkerungsarmen Serranía Celtibérica gehörende Gemeinde (municipio) mit insgesamt nur noch 287 Einwohnern (Stand: 2024) im Südosten der Autonomen Gemeinschaft La Rioja im Norden Spaniens. Zur Gemeinde gehört neben dem namensgebenden Hauptort die Ortschaft Valdeperillo.

## Lage und Klima
Cornago liegt am Linares in der Übergangszone vom Iberischen Gebirge im Süden zum Ebro-Tal im Norden und gut 70 km (Fahrtstrecke) südöstlich der Provinzhauptstadt Logroño in einer Höhe von ca. 750 m; bis nach Saragossa sind es weitere 110 km in südöstlicher Richtung. Das Klima ist gemäßigt bis warm; Regen (ca. 605 mm/Jahr) fällt hauptsächlich im Winterhalbjahr.

## Bevölkerungsentwicklung
| Jahr      | 1970 | 1981 | 1991 | 2001 | 2011 | 2021 |
| Einwohner | 1101 | 815  | 712  | 559  | 426  | 322  |

## Sehenswürdigkeiten
- Ausgrabungsstätte Los Cayos
- Burganlage (Castillo de Cornago) aus dem 14. Jahrhundert
- Reste des Marienkonvents
- Peterskirche
- Blasiuskapelle
- Marienkapelle
- Ruine der Martinskapelle
- Annenkapelle
- Rochuskapelle
- Katharinenkapelle
- Herrenhaus der Familie Los Barojas
- Antoniuskapelle von Valdeperillo

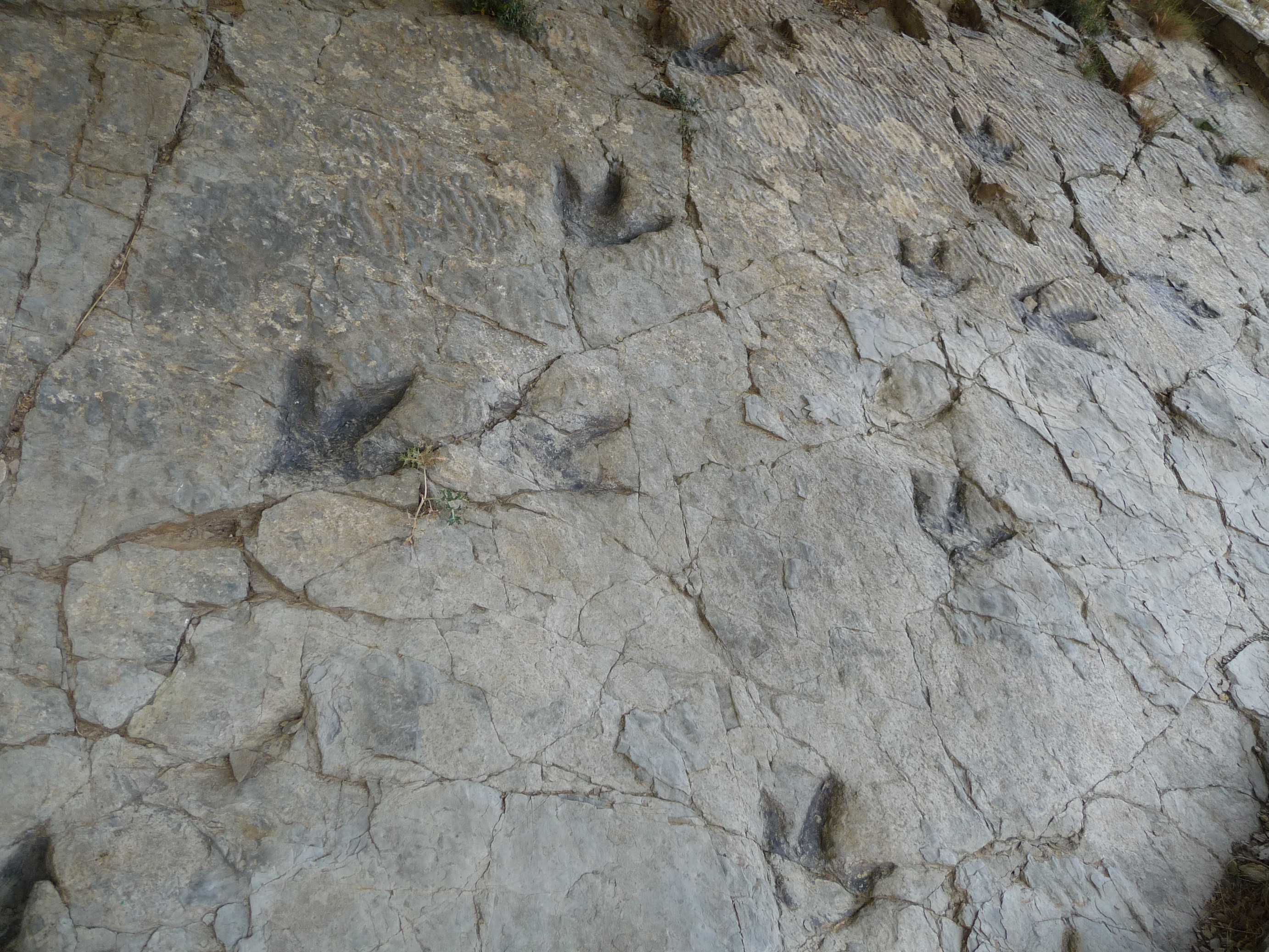
Ausgrabungsstätte Los Cayos
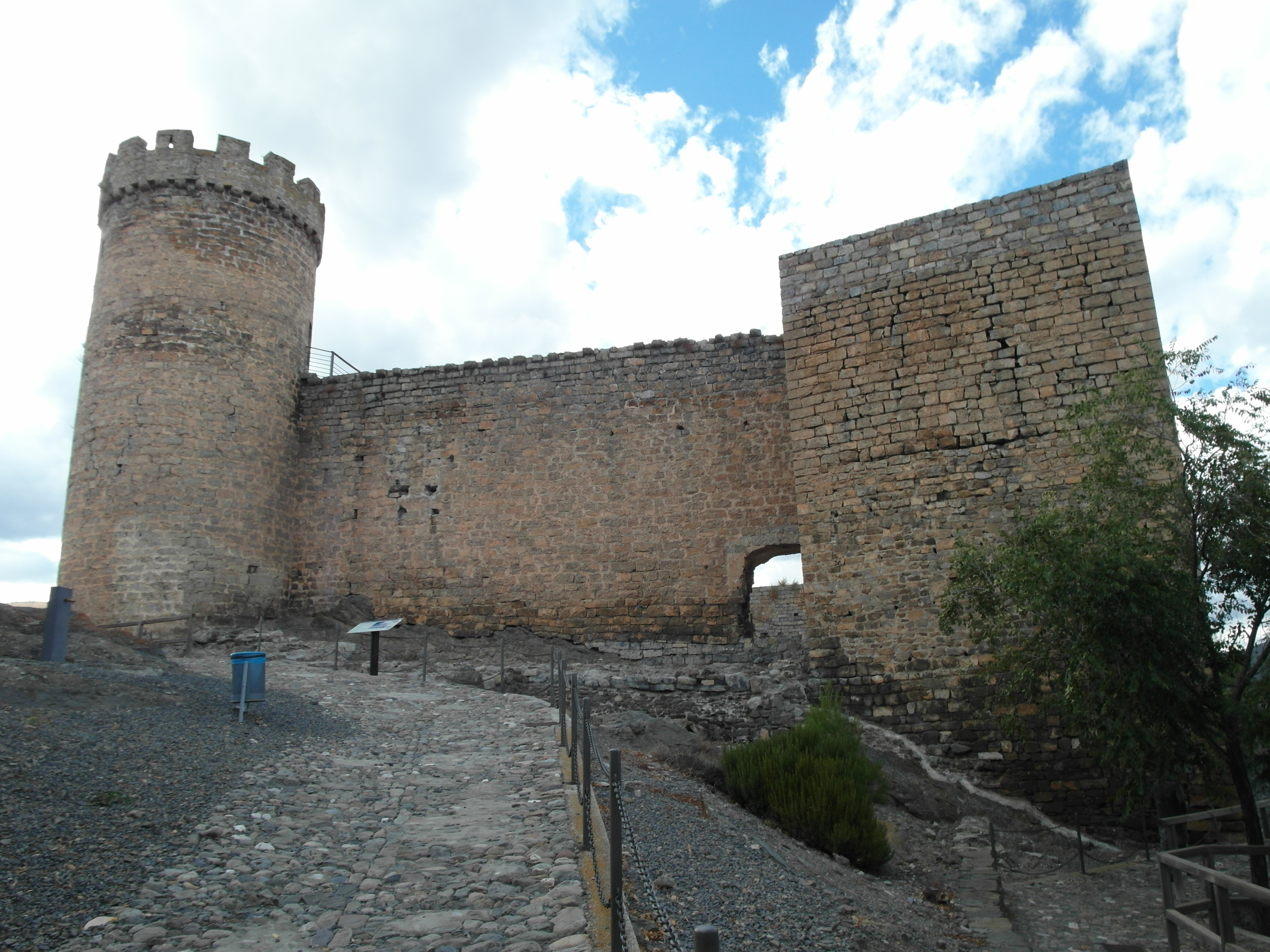
Burganlage
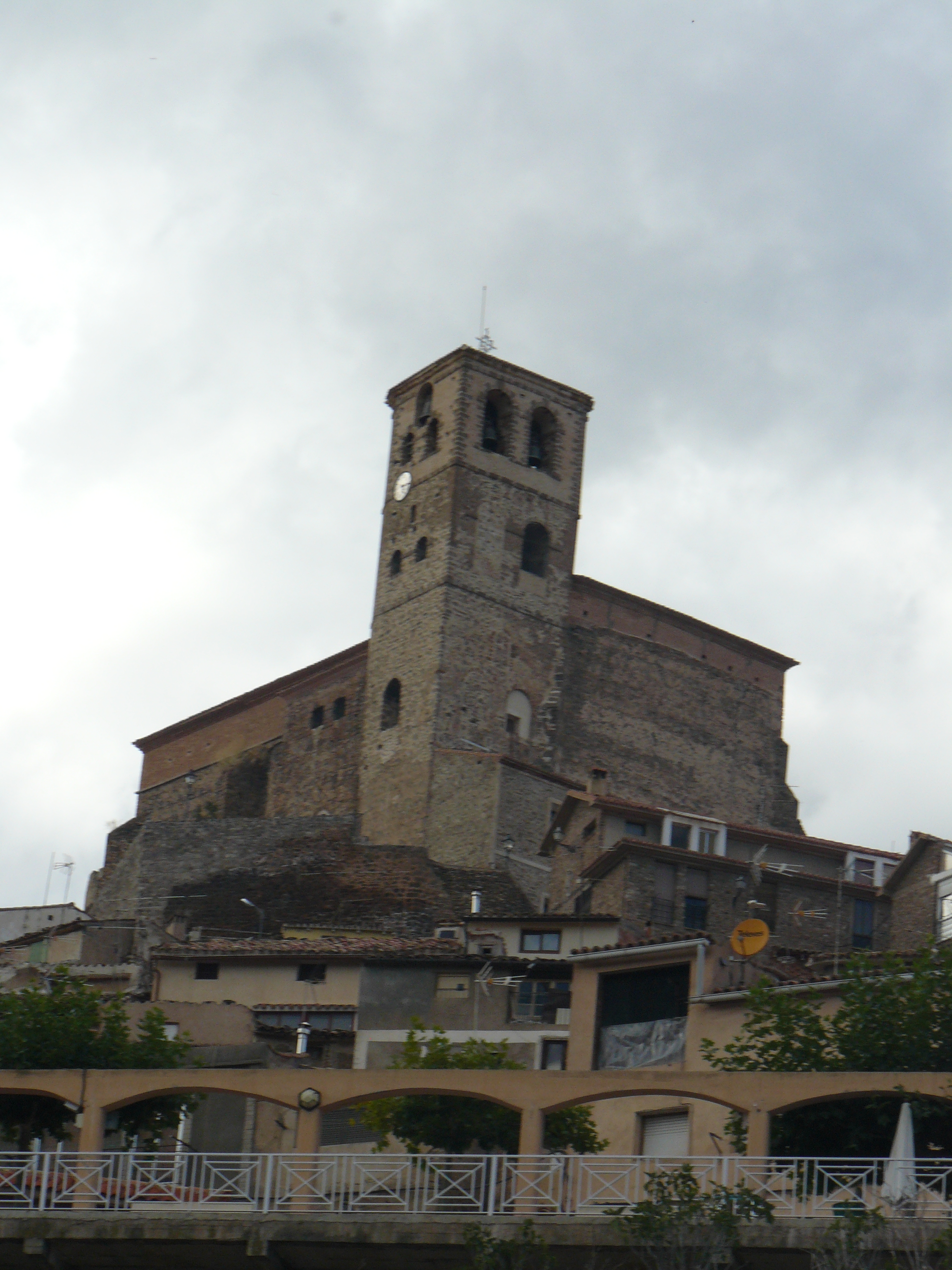
Peterskirche
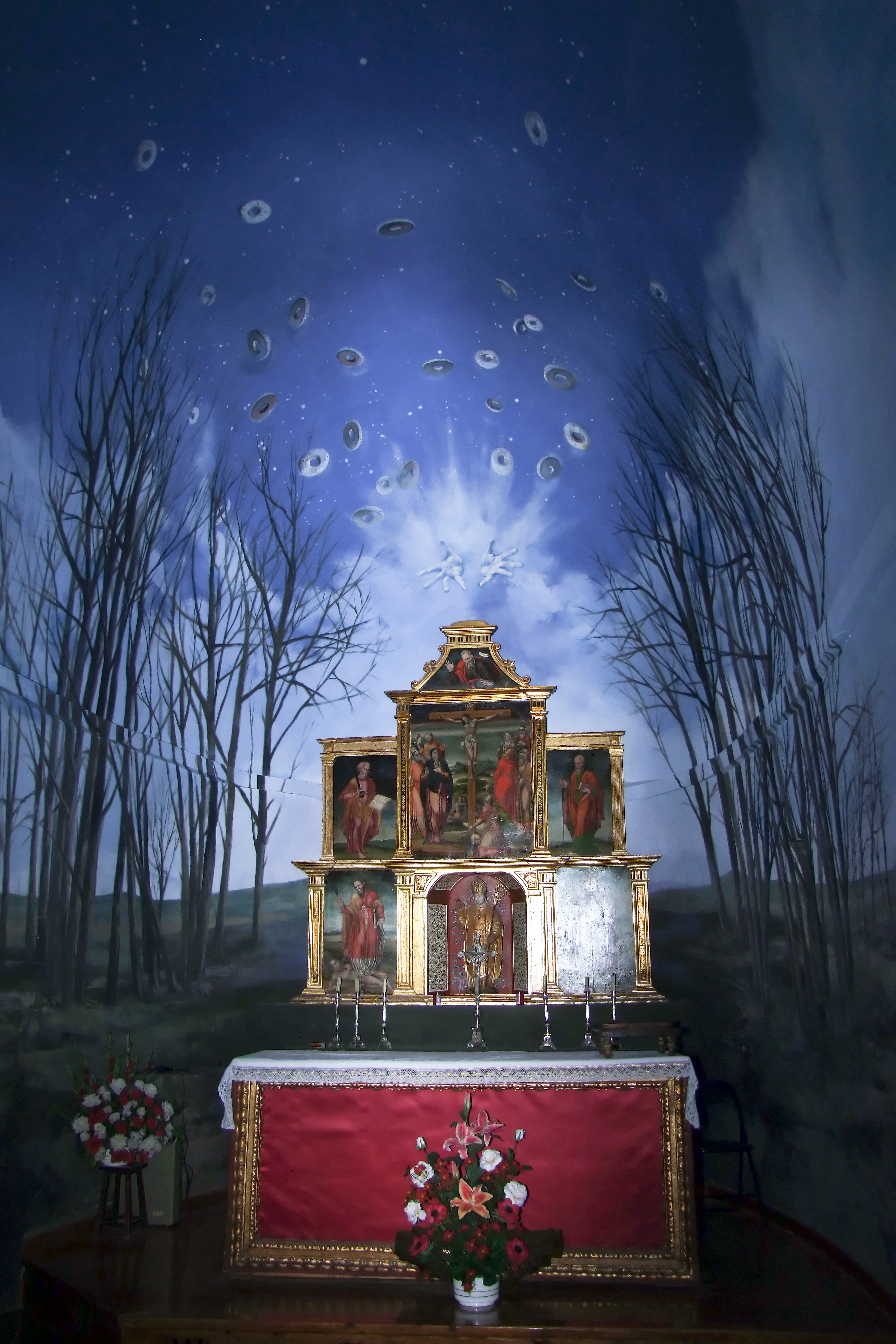
Blasiuskapelle
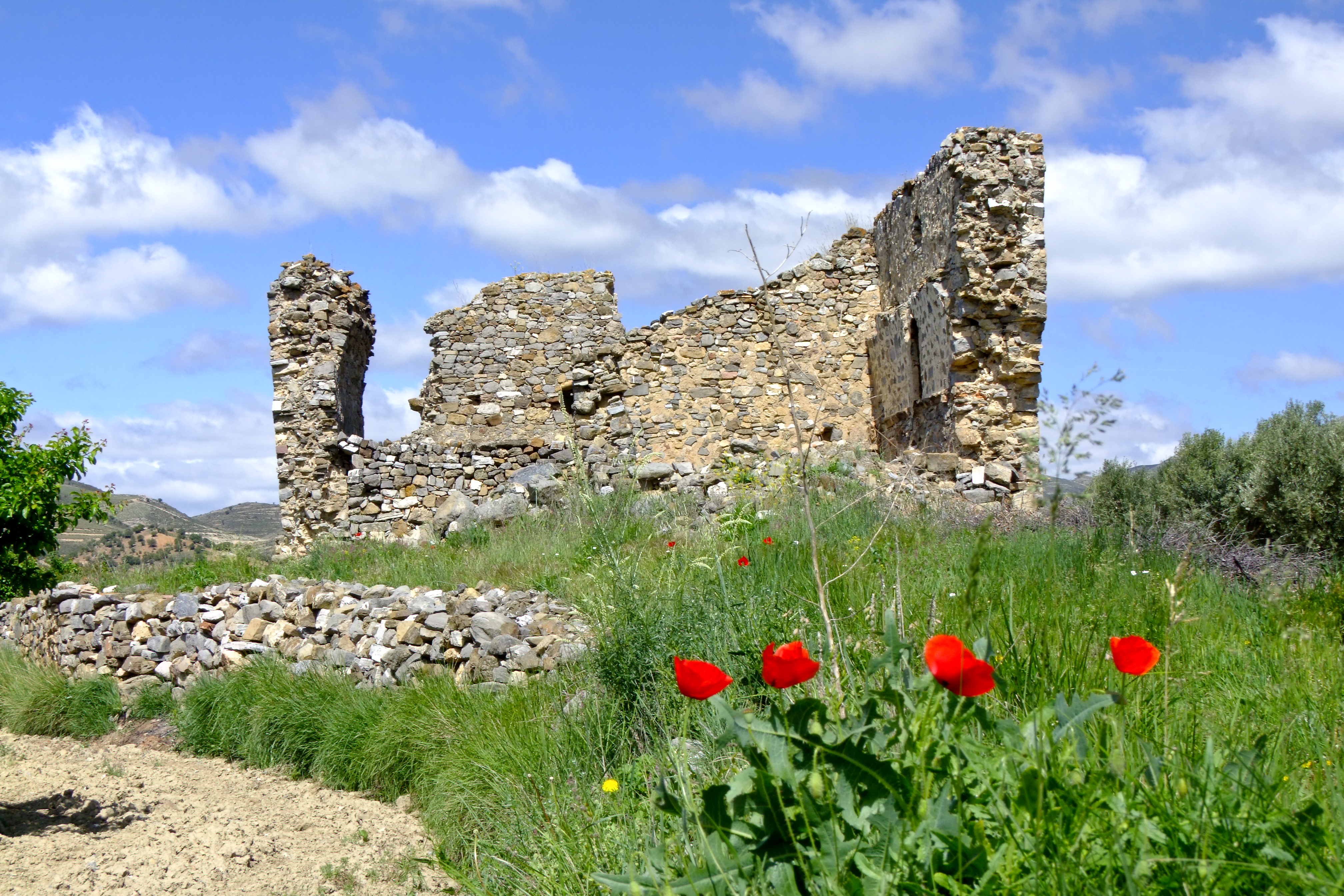
Ruine der Martinskapelle
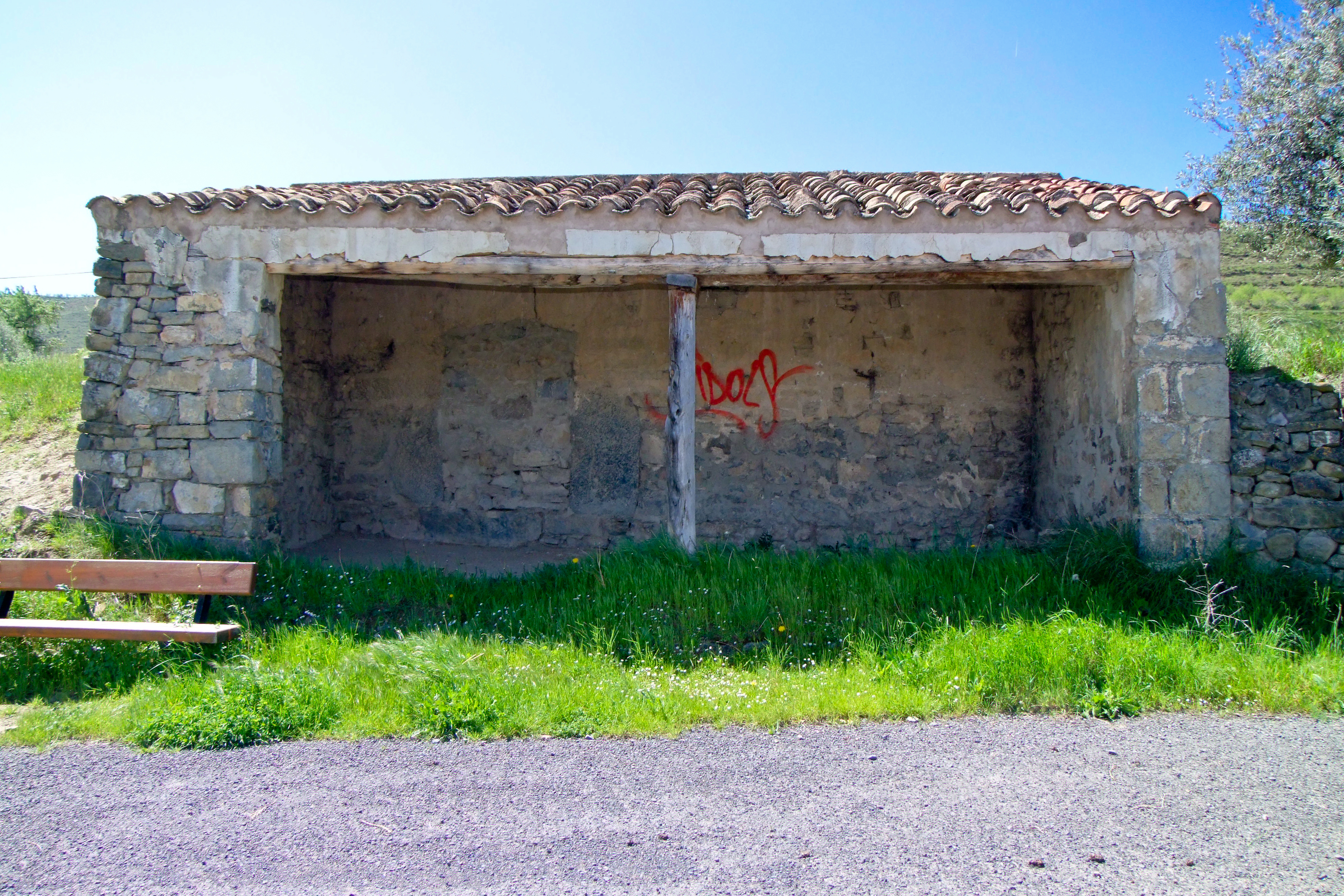
Rochuskapelle
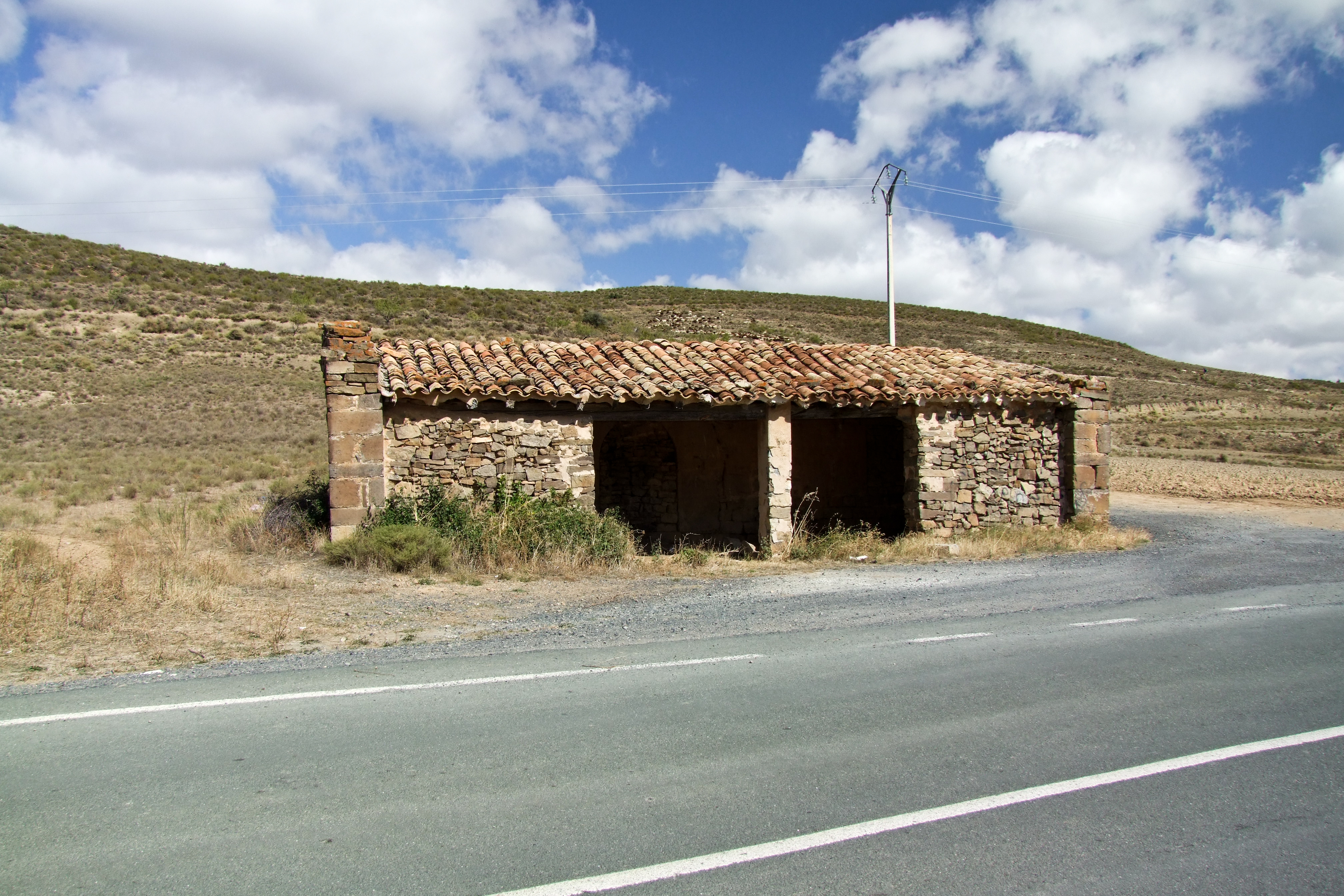
Annenkapelle
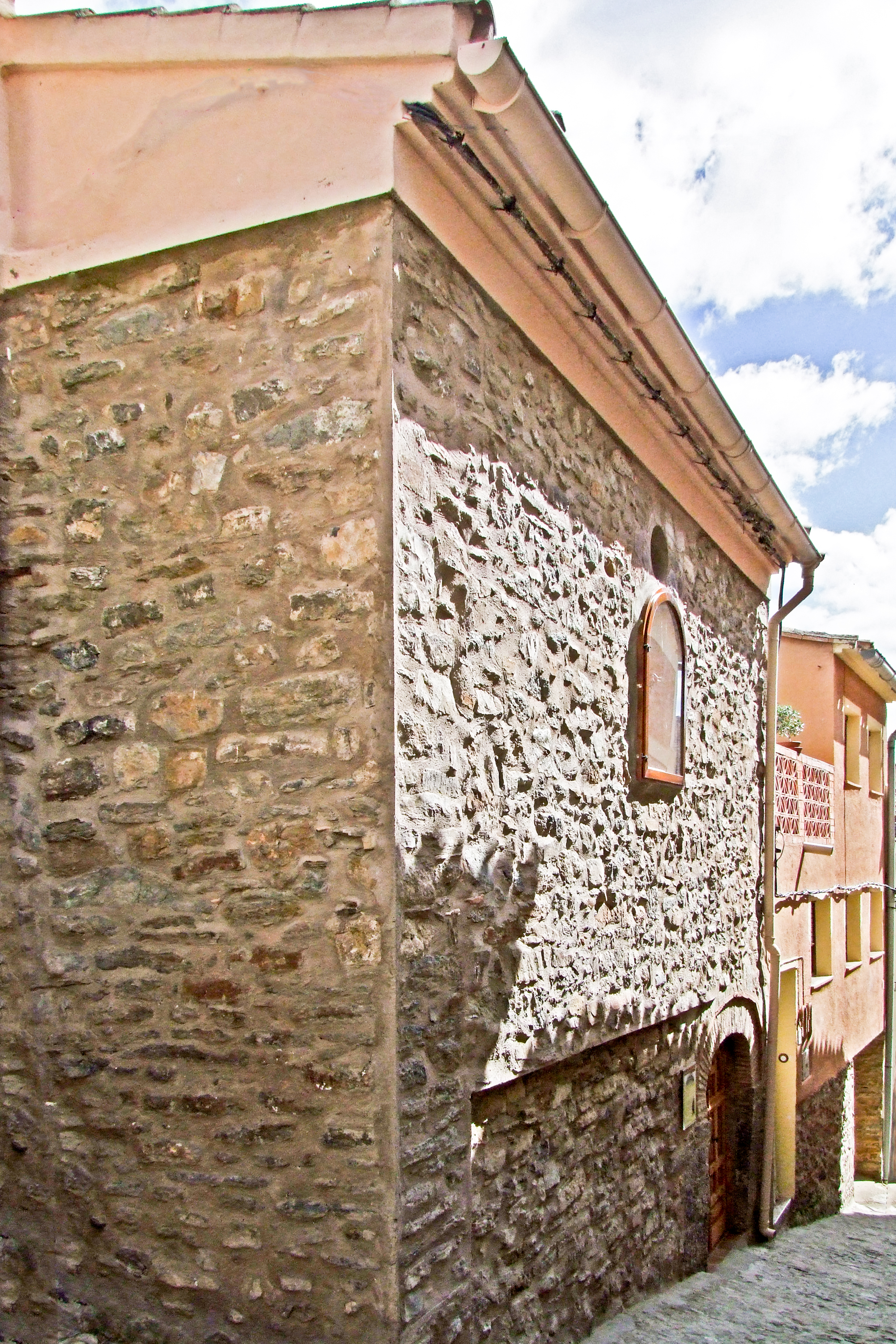
Katharinenkapelle
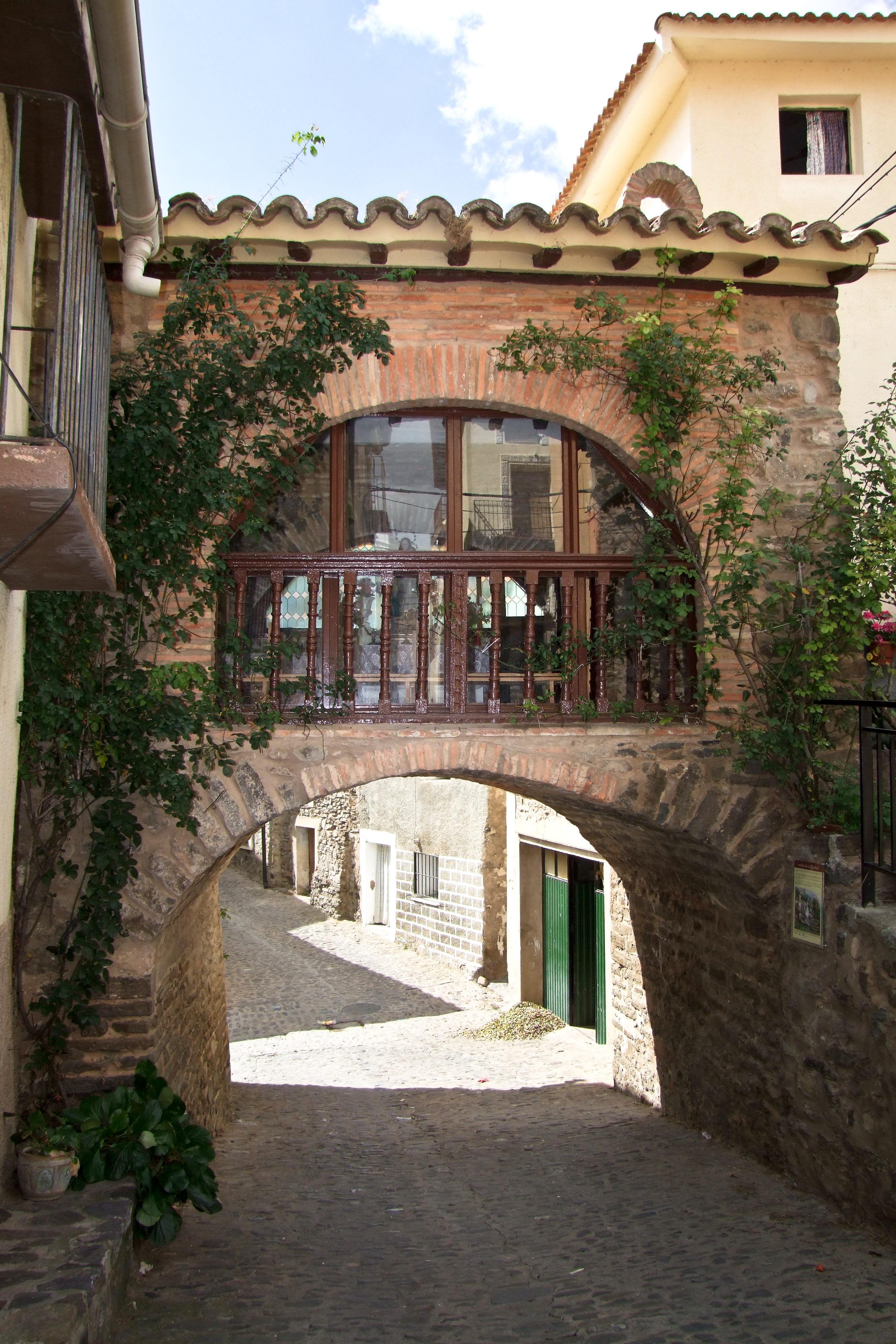
Marienkapelle
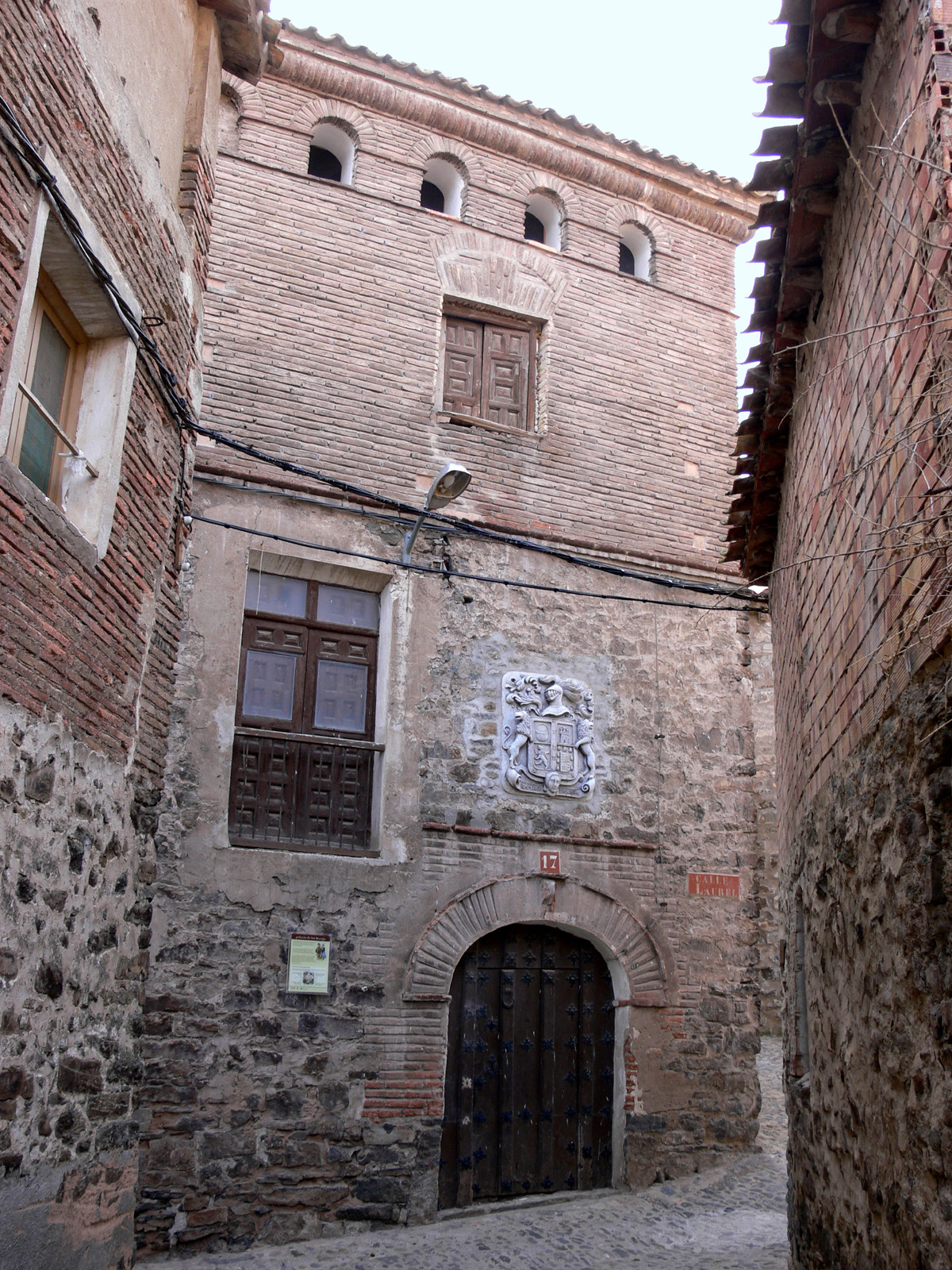
Herrenhaus der Los Barojas
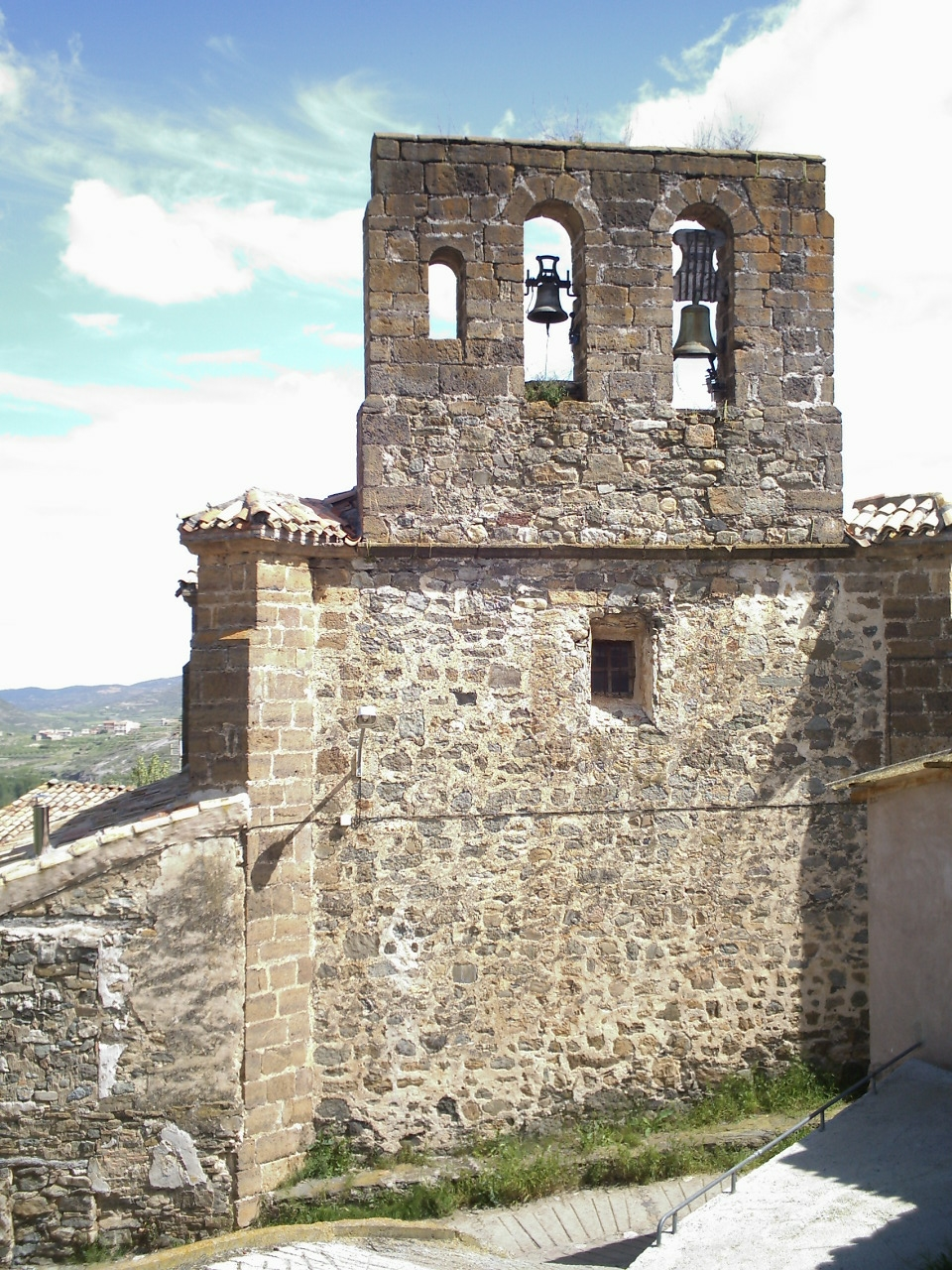
Antoniuskapelle